# 区域科学
區域科學是屬於社會科學下的一門應用學科。它透過各種分析方法，對空間維度上的都市、鄉村、區域議題進行分析研究。區域科學的主題包括區位論（空間經濟學）、位置模型、交通、遷移分析、土地使用和都市計畫、跨產業分析、環境和生態分析、資源管理、都市和區域政策分析、地理資訊系統，和空間數據分析等。廣義上來講，任何具有空間維度的社會科學都被屬於區域科學的範疇。

## 起源
區域科學在1940年代後期創立。當時一些經濟學家認為區域經濟發展程度太低，強烈希望對它進行改革，那些人希望能讓經濟學以外領域的人也對區域經濟感興趣。當時沃爾特·伊薩德和他的支持者發起運動，提倡以客觀和科學的角度分析定居點、工業區位、都市發展等理論，讓區域科學得以正式出現。伊薩德以重點大學為目標，不懈的宣傳，最後區域科學協會在1954年成立。當時一些提倡區域科學的學者發起第一次會議，獨立於美國經濟學會舉行的年會。獨立舉辦會議的主要目的無疑是區域科學協會希望能將新理論擴展到限於經濟學家的世界之外，來讓自然科學家、心理學家、人類學家、律師、社會學家、政治科學家、規劃師，和地理學家都能加入協會。此後，協會每年都持續舉辦年會，現在這個協會稱為國際區域科學協會（RSAI），主管著各國國內外的協會、期刊和會議（特別是在北美洲、歐洲、日本和韓國）。RSAI的成員規模仍在持續增長。

## 早期出版物
- 大約自從瓦爾特·克里斯塔勒的著作《Die Zentralen Orte in Sűddeutschland》（Verlag von Gustav Fischer, Jena, 1933）發表之後，區域科學的發展速度開始提升。緊接著瓦爾特發表的還有：
  - 托爾德-帕蘭德（英语：Tord Palander）《Beiträge zur Standortstheorie》（1935）
  - 奧古斯特·勒施（英语：August Lösch）《Die räumliche Ordnung der Wirtschaft》（Verlag von Gustav Fischer, Jena, 1940；第 2 次修訂版, 1944）；
  - 埃德加·M·胡佛的兩本著作《Location Theory and the Shoe and Leather Industry》（1938）和《The Location of Economic Activity》（1948）。
- 其他重要的早期出版物包括：
  - 愛德華·錢柏林《The Theory of Monopolistic Competition》（1950）
  - 弗朗索瓦·佩魯《Economic Spaces: Theory and Application》（1950）
  - 托斯腾·哈格斯特朗《Innovationsförloppet ur Korologisk Synpunkt》（1953）
  - 埃德加·S·鄧恩《The Location of Agricultural Production》（1954）
  - 馬丁·J·貝克曼（英语：Martin J. Beckmann）、C·B·麥奎爾和克利福德·B·溫斯頓《Studies in the Economics of Transportation》（1956）
  - 梅爾文·L·格林哈特《Plant Location in Theory and Practice》（1956）
  - 貢納爾·默達爾《Economic Theory and Underdeveloped Regions》（1957）
  - 阿爾伯特·赫緒曼《The Strategy of Economic Development》（1958）
  - 克勞德·龐薩爾（英语：Claude Ponsard）《Histoire des Théories Économiques Spatiales》（1958）。
- 儘管各個前人著作已在區域科學界大放異彩，沃爾特·伊薩德（英语：Walter Isard）1956年的第一本論文《Location and Space Economy》仍然吸引了許多人的注意，而且自從1960年他出版第三本論文《Methods of Regional Analysis》，正ㄕ奠定了他作為區域科學之父的地位。

大部分的情況下，上述的研究都仰賴前人的腳步。沃爾特·伊薩德的《Location and Space Economy》和克勞德·龐薩爾的《Histoire des Théorie Économique Spatiales》把這些前作都完好的記錄著，特別是那些19世紀對區位論的貢獻良多德國經濟學家。邱念的理論或多或少都影響著早期的德國權威，直至威廉·勞特和阿爾弗雷德·韋伯到瓦爾特·克里斯塔勒和奧古斯特·勒施等前人的研究都對德國學術界影響深遠。

## 核心期刊
如果一門學科的期刊能夠確立學科的存在，那麼區域科學創立於1955年區域科學協會出版《論文和會議錄·第一卷》（Papers and Proceedings，現由施普林格出版的《區域科學論文》）。1958 年，《區域科學期刊》緊隨其後出現。自1970年代以來，有關區域科學的期刊數量呈爆炸式增長。RSAI網站 （页面存档备份，存于）裡有大部分期刊的紀錄。
最近幾年《空間經濟分析》期刊由RSAI英國和愛爾蘭分部聯合區域研究協會共同出版，後者是一個獨立且不斷發展的組織，裡面包含經濟學家、規劃師、地理學家、政治學家、管理學者、政策制定者和其他理論實踐者。

## 學術課程
沃爾特·伊薩德的努力最終促進了幾個學術部門和大學學院開創區域科學領域相關的課程。在伊薩德的建議下，1956年賓夕法尼亞大學開設區域科學系，並知名於它的第一位畢業生威廉·阿隆索。他被許多人視為區域科學的國際學術領袖。該系另一位重要的畢業生還有藤田正久。這個科系的核心課程有個體經濟學、跨產業分析、區位論、統計學。科系還教授數學規劃課程、運輸經濟學、勞動經濟學、能源與生態政策模型、空間統計、空間互動理論和模型、效益-成本分析、都市和區域分析、經濟發展理論等。但因為該系不尋常的跨領域定位助長了它的消亡，並於1993年失去了它的系級地位。
除了少數如康奈爾大學授予區域科學研究生學位的例外，大多數區域科學學者分布在經濟學、地理學、農業經濟學、鄉村社會學、都市規劃、土木工程、公共政策、或人口學等學系任職。區域科學的領域多樣性使其成為最有趣和最豐富的學術專業領域之一，但也因此難以將多種理論融合成一個專門的學程。學科作者甚至難以編寫區域科學教科書，因為一門學科的基礎知識對於另一門學科來說可能是完全未知的領域。

## 公共政策影響
區域科學運動與當地社會的政經情況密切相關。在一個國家內的公共政策制定上（如單一縣市或甚至是跨縣市省分），區域科學理論都被證明是有用的。區域科學基本上能幫助立法者解決下列的問題：
- 工業區位的決定因素（在國家和區域內）
- 企業進出對區域經濟的影響
- 境內遷移模式和土地利用變化的決定因素
- 區域專業化與交易
- 社會和經濟變化的環境影響
- 經濟和社會狀態與地理的關係

美國肯尼迪政府意識到，藉著將聯邦資源投入特定政治區域，能夠讓他獲得政治上的甜頭。這個現象在世界上其他經濟與政治邊界劃分不一致的國家也很明顯，現代的權利下放程度比之前都還要多，因此各界都對區域科學裡「在地問題的在地解決方案」的相關知識感到興趣。區域科學的研究發展很大程度上能推動政治演變。

## 1980年代後的發展
自1980年代以來，區域科學的發展喜憂參半。雖然它在經濟學家和立法界中得到更多的追隨者，但區域科學在更激進和後現代主義的地理學家中失寵。顯然地理學家為了獲得更多的研究資金，他們將國家科學基金會的「地理和區域科學計劃」改名為「地理和空間科學」。

### 新經濟地理學
1991年，國際貿易理論家保羅·克魯曼在《地理與貿易》一書中呼籲經濟學家應更關注經濟地理學，書中主要關注聚集經濟的區域科學核心概念。克魯曼的呼籲重新喚起了經濟學家對區域科學的興趣，更重要的是，他創立了所謂的「新經濟地理學」，它與區域科學有著許多共同點。受過廣泛訓練的「新經濟地理學家」將定量工作與其他研究方法結合，例如倫敦經濟學院的研究。歐洲的統一化，甚至是世界上經濟、社會和政治領域逐漸的國際化，都逐漸激起學者對區域範圍（而非單一國家）研究的興趣。正如馬克·帕特里奇（Mark Partridge）近期的發表論文所強調，新經濟地理學似乎與美國相比在歐洲吸引了更多的目光。2008年克魯曼獲得了諾貝爾經濟學獎，他的獲獎演講同時引用了區域科學的區位理論和經濟貿易理論。

### 批評
現今來自學術規劃領域和主流地理學系的區域科學家數目正在減少。早在1970年代，批評家就開始攻擊區域科學學者，特別是大衛·哈維批評的最突出，他認為區域科學缺乏社會和政治承諾。區域科學的創始人沃爾特·伊薩德從未想過區域科學家會成為規劃或政治運動者，事實上，他以為他們會坐在電腦前並被研究助理包圍。特雷弗·J·巴恩斯表示區域科學在北美洲的規劃師和地理學家間失寵是可以避免的，他表示：「區域科學忠於上帝的視角，它並不嚴謹，反而習慣於改變。他們盲目的相信自己正確，如同阿基米德的立場，以至於它持續保持超然和不變，而不是跟著環境改變敏銳的作出反應。」

## 延伸閱讀
- Boyce, David. (2004). A Short History of the Field of Regional Science. Papers in Regional Science., 83 pp. 31–57. Short history. (PDF) . Retrieved on 2011-06-04.
- Durlauf, Steven N., and Lawrence E. Blume, ed. (2008). 新帕尔格雷夫经济学词典, 2nd Edition:

"new economic geography" by Anthony J. Venables. Abstract. （页面存档备份，存于）
"regional development, geography of" by Jeffrey D. Sachs and Gordon McCord. Abstract. （页面存档备份，存于）
"spatial economics" by Gilles Duranton. Abstract. （页面存档备份，存于）
"urban agglomeration"  by William C. Strange. Abstract. （页面存档备份，存于）
- Fujita, Masahisa, Paul Krugman, and Anthony Venables. (1999). The Spatial Economy: Cities, Regions and International Trade (Cambridge, Massachusetts: MIT press). (ISBN 0-262-06204-6)
- Fujita, Masahisa. (1989). Urban Economic Theory: Land Use and City Size (Cambridge, UK: Cambridge University Press). (ISBN 0-521-34662-2)
- Fritsch, Michael und Mueller, Pamela (2006), The Effect of New Business Formation on Regional Development over Time. The Case of Germany, Discussion Papers on Entrepreneurship, Growth and Public Policy, Jena
- Krumm, Ronald J.; Tolley, George S. . 新帕爾格雷夫經濟學詞典. 1987, 4: 116–20.
- Scott, A. J. . Cambridge Journal of Economics. 2000, 24: 504.
- Web Book of Regional Science （页面存档备份，存于）